# Ivan Pucelj
Ivan Pucelj, slovenski politik in pisatelj, * 1. junij 1877, Velike Lašče, † 25. maj 1945, Dachau, Nemčija.
Po končanem drugem razredu gimnazije je prevzel vodenje mesarske obrti in domačega posestva, nakar se je izobraževal kot samouk in se začel tudi literarno udejstvovati.
S politiko se je pričel ukvarjati leta 1902; vstopil je v Narodno napredno stranko. Leta 1919 se je pridružil Samostojni kmetijski stranki. Bil je izvoljen v Ustavodajno skupščino Kraljevine SHS, leta 1923, 1925 in – kot najvidnejši politik Slovenske kmetske stranke – 1927 v Narodno skupščino. V letih 1921–1922 in 1926 je bil minister za kmetijstvo, v letih 1931–1932 minister brez listnice, leta 1934 pa minister za socialno politiko in narodno zdravje. Tudi v letih 1931–1935 je bil narodni poslanec, v letih 1935–1941 pa senator. Leta 1933 je bil izvoljen za podpredsednika JNS. Leta 1935 je poskušal vstopiti v novo stranko JRZ, a mu je Anton Korošec to onemogočil. Maja 1941 je bil imenovan za člana konzulte, a je septembra iz nje izstopil. V letih 1941–1944 je bil predsednik Kmetijske družbe v Ljubljani. Oktobra 1944 je bil aretiran in decembra interniran v Dachau. Tam je po hudi bolezni že po koncu vojne umrl.